# Izu-Ōshima
Izu-Ōshima (japanisch 伊豆大島) bzw. Ōshima (伊豆大島) ist eine japanische Vulkaninsel im Pazifischen Ozean. Sie gehört geographisch zu den Izu-Inseln, administrativ zur Unterpräfektur Ōshima der Präfektur Tokio und liegt im Fuji-Hakone-Izu-Nationalpark.

## Geographie

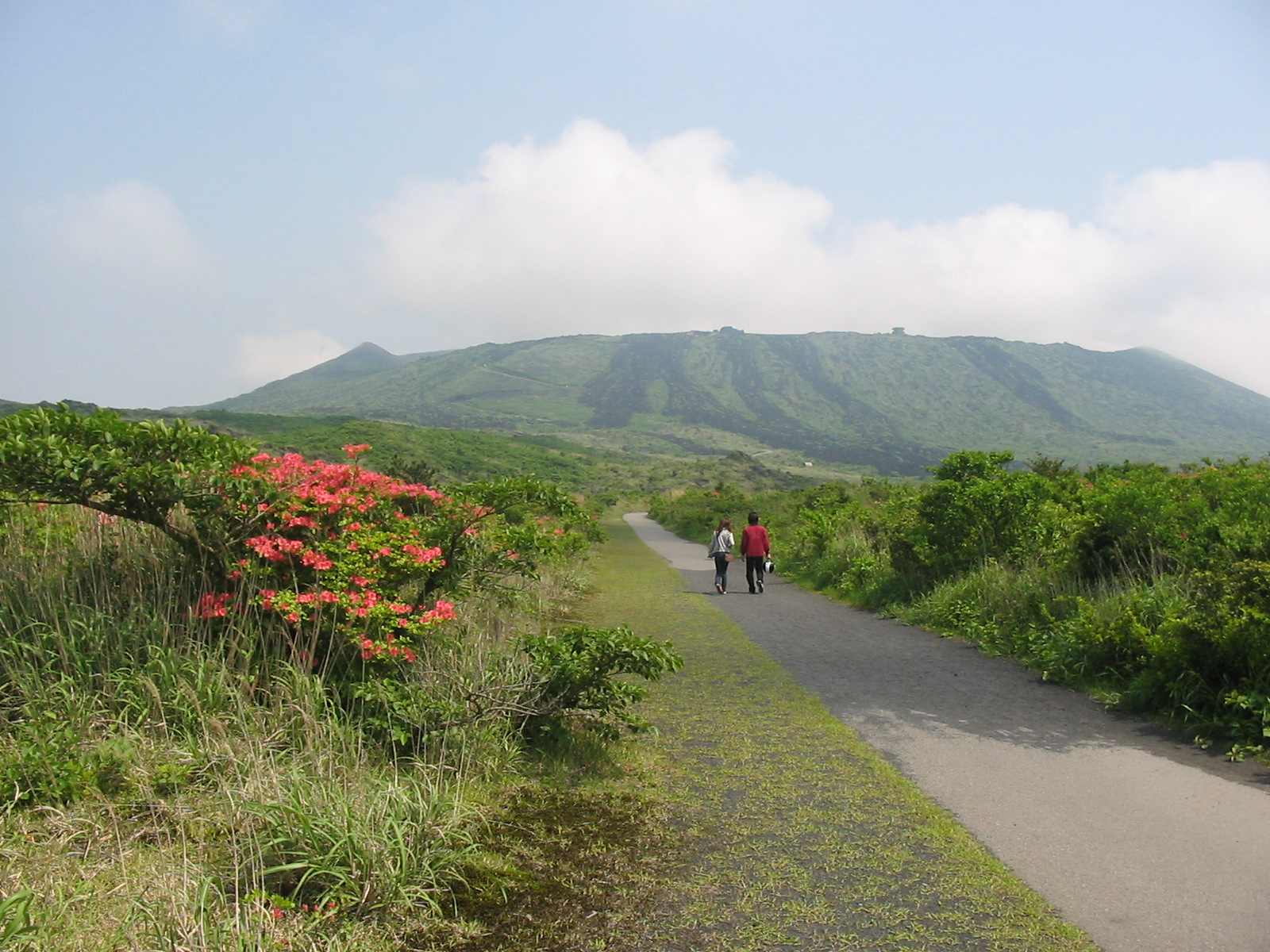
Mihara mit Azaleen beim Anstieg

Izu-Ōshima liegt im Pazifischen Ozean etwa 100 km südlich von Tokio, südlich der Sagami-Bucht, 22 km östlich der Izu-Halbinsel und 36 km südwestlich der Bōsō-Halbinsel. Am nächsten liegt jedoch die südlich benachbarte Izu-Insel Toshima, die 19 km südlich von Izu-Oshima liegt. Izu-Oshima ist 13 km lang und 11 km breit. Mit einer Fläche von 90,73 km² ist sie die größte Insel der Gruppe. Der Gipfel des Schichtvulkans Mihara, liegt 764 m über dem Meeresspiegel. Der Vulkan ist noch aktiv mit stärkeren Ausbrüchen alle 100 bis 150 Jahre. Der letzte große Ausbruch fand 1986 statt, bei dem Lavafontänen mit 1600 m Höhe und subplinianische Ausbrüche mit 16 km Höhe auftraten.

## Verbannungsort
Während des Tokugawa-Shogunats diente die Insel als Verbannungsort für Straftäter aus Ostjapan, d. h. der Provinz Mino und östlich davon.